# Nissan Ariya
Nissan Ariya este un SUV crossover compact electric cu baterii comercializat de producătorul japonez de automobile Nissan. A fost introdus în iulie 2020 și este produs la uzina Tochigi din Japonia din ianuarie 2022. Lansarea Ariya în SUA a fost planificată pentru a doua jumătate a anului 2021, dar a fost amânată până în 2022.